# The Blackout
The Blackout — пост-хардкор/хард-рок группа из Уэльса, основанная в 2003 году. После выступлений на разогреве у Lostprophets на их турне в поддержку альбома Liberation Transmission, который проходил вместе с Dopamine, Covergirl, Kids In Glass Houses, The Guns и Men, Women and Children, они выпускают свой первый мини-альбом The Blackout! The Blackout! The Blackout!. В октябре 2007 группа выпускает дебютный альбом, We Are the Dynamite. Их вторая запись, The Best in Town была выпущена на Epitaph Records 25 мая 2009 в Европе и 23 июня 2009 в США. Группа закончила запись своего третьего альбома, который получил название «Hope», и был выпущен 4 апреля 2011 года. В 2013 году группа выпустила свой четвертый студийный альбом Start the Party. В 2015 году коллектив объявил о своём распаде.

## Участники
- Sean Smith (Шон Смит) — вокал
- Gavin Butler — вокал
- James Davies — гитара, бэк-вокал
- Matthew Davies — гитара, бэк-вокал
- Rhys Lewis — бас-гитара
- Gareth Lawrence — ударные, бэк-вокал

## Дискография

### Студийные альбомы
- We Are the Dynamite[англ.] (2007)
- The Best in Town[англ.] (2009)
- Hope[англ.] (2011)
- Start the Party[англ.] (2013)

### EP
- Pull No Punches (2004)
- The Blackout! The Blackout! The Blackout! (2006)
- Wolves (2014)